# مبنى وزارة الداخلية السعودية
مبنى وزارة الداخلية هو مبنى حكومي مكون من ستة طوابق و ارتفاعه 55 مترًا يقع في حي العليا بمدينة الرياض، المملكة العربية السعودية، ويضم المقر الرئيسي لوزارة الداخلية السعودية. يُعد المبنى من المعالم الشهيرة في المدينة، ويعرف بتصميمه المميز على شكل هرم مربع مقطوع مقلوب ويعلوه قبة، مما أكسبه ألقابًا مثل "الصحن الطائر" و"المركبة الفضائية" من قبل الزوار الغربيين. تم تصميم المبنى بواسطة شركة Archisystems والمعماريين مصلي وشاكر ومنيل، بينما تم تشييده بين عامي 1980 و1989 بواسطة شركة هيونداي للهندسة والإنشاءات.

## نظرة عامة
تم الانتهاء من التصميم الخارجي للمبنى في عام 1980 بواسطة شركة كندية. تم تكليف المشروع عندما كان الأمير نايف بن عبدالعزيز وزيرًا للداخلية في المملكة. في عدد مايو 1987 من مجلة *Gulf Construction*، تم توثيق تقدم أعمال البناء للمبنى. وصفت المجلة المبنى أثناء فترة البناء في حالته الهيكلية العارية قبل أن يتم تغطيته. بدأت أعمال تركيب الهياكل الفولاذية في ديسمبر 1985. وتم الانتهاء من الأعمال الرئيسية للبناء بحلول عام 1989، فيما تم نقل كافة مكاتب الوزارة إلى المبنى في عام 1992.تم تصنيع الجزء الداخلي للقبة التي تعلو الهرم المربع المقطوع المقلوب بواسطة شركة *Zahner* خلال الفترة من 1988 إلى 1990.
يتم إضاءة المبنى سنويًا باللون الأخضر، وهو لون العلم الوطني للمملكة، خلال احتفالات العطلات العامة مثل اليوم الوطني السعودي ويوم التأسيس المملكة.